# Hřib (Butyriboletus)
Hřib (Butyriboletus D. Arora et J. L. Frank 2014) je rod hřibovitých hub, který oddělili z rodu Boletus američtí mykologové David Arora a Jonathan L. Frank v roce 2014, řadu dalších druhů do rodu přesunul italský mykolog Alfredo Vizzini. Druhovým zastoupením se tento rod výrazně překrývá s původní sekcí Appendiculati rodu Boletus.

## Seznam druhů
| obrázek                         | český název      | odborný název                   | klobouk                         | třeň                  | modrání     | mykorhiza  | výskyt        |
| ------------------------------- | ---------------- | ------------------------------- | ------------------------------- | --------------------- | ----------- | ---------- | ------------- |
| Boletus fechtneri               | hřib Fechtnerův  | Butyriboletus fechtneri         | stříbřitý, nahnědlý, narůžovělý | někdy s růžovou zónou | středně     | listnáče   | Evropa        |
| Butyriboletus brunneus          | hřib hnědorůžový | Butyriboletus brunneus          | hnědorůžový                     | často s růžovou zónou | středně     | listnáče   | USA           |
| Butyriboletus subappendiculatus | hřib horský      | Butyriboletus subappendiculatus | světle hnědý                    | narezavělá báze       | nepatrně    | jehličnany | Evropa        |
| Butyriboletus regius            | hřib královský   | Butyriboletus regius            | růžový až hnědorůžový           | začervenalá báze      | nemodrá     | listnáče   | Evropa        |
| Butyriboletus appendiculatus    | hřib přívěskatý  | Butyriboletus appendiculatus    | odstíny hnědé                   | žlutý                 | nepatrně    | listnáče   | Evropa        |
| Butyriboletus fuscoroseus       | hřib růžovník    | Butyriboletus fuscoroseus       | hnědorůžový                     | často s růžovou zónou | středně     | listnáče   | Evropa        |
|                                 | hřib šedorůžový  | Butyriboletus roseogriseus      | šedorůžový                      | bez růžové zóny       | středně     | jehličnany | Evropa        |
| Butyriboletus abieticola        |                  | Butyriboletus abieticola        | narůžovělý                      | žlutý                 | mírně       | jehličnany | USA           |
| Butyriboletus autumniregius     |                  | Butyriboletus autumniregius     | červenovínový                   | začervenalá báze      | někdy       | jehličnany | USA           |
|                                 |                  | Butyriboletus cepaeodoratus     |                                 |                       |             |            | Asie          |
| Butyriboletus loyo              |                  | Butyriboletus loyo              | tmavě červený                   | s červenou bází       | ano         | listnáče   | Jižní Amerika |
| Butyriboletus persolidus        |                  | Butyriboletus persolidus        | světle hnědý                    | žlutý                 | někdy       | listnáče   | USA           |
| Butyriboletus primiregius       |                  | Butyriboletus primiregius       | červenovínový                   | začervenalá báze      | někdy       | jehličnany | USA           |
| Butyriboletus pulchriceps       |                  | Butyriboletus pulchriceps       | bledě růžový                    | žlutý                 | někdy slabě | duby       | USA           |
|                                 |                  | Butyriboletus roseoflavus       | růžový                          | žlutý                 | modrá       |            | Čína          |
| Butyriboletus roseopurpureus    |                  | Butyriboletus roseopurpureus    | růžovovínový                    | zarůžovělá báze       | ano         | listnáče   | USA           |
| Butyriboletus querciregius      |                  | Butyriboletus querciregius      | červenavý                       | začervenalá báze      | někdy       | listnáče   | USA           |
|                                 |                  | Butyriboletus sanicibus         | hnědý                           | žlutý                 | modrá       | jehličnany | Čína          |
|                                 |                  | Butyriboletus ventricosus       | červenohnědý                    | červená báze          | modrá       | smíšené    | Japonsko      |
|                                 |                  | Butyriboletus yicibus           | světle hnědý                    | hnědavá báze          | nepatrně    | jehličnany | Čína          |